# جيني ميرفي
جيني ميرفي (بالإنجليزية: Jenny Murphy)‏ هي لاعبة اتحاد الرغبي أيرلندية، ولدت في 30 مايو 1989.